# Fentress County
Fentress County ist ein County im Bundesstaat Tennessee der Vereinigten Staaten. Der Verwaltungssitz (County Seat) ist Jamestown. Das U.S. Census Bureau hat bei der Volkszählung 2020 eine Einwohnerzahl von 18.489 ermittelt.

## Geographie

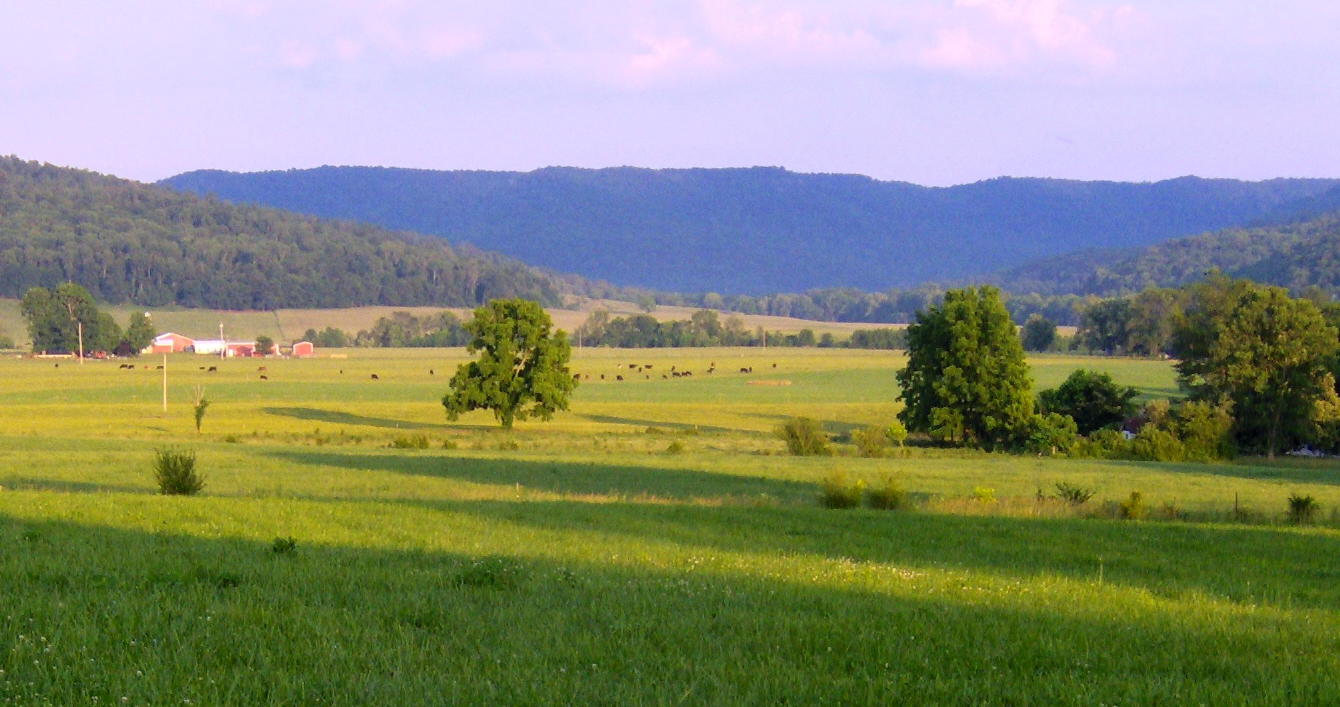
Valley of the Three Forks bei Pall Mall, das Cumberland Plateau dominiert den Horizont

Das County liegt nordöstlich des geographischen Zentrums von Tennessee, ist im Norden etwa 10 km von Kentucky entfernt und hat eine Fläche von 1292 Quadratkilometern, wovon 1 Quadratkilometer Wasserfläche ist. Es grenzt im Uhrzeigersinn an folgende Countys: Pickett County, Scott County, Morgan County, Cumberland County, Overton County und Putnam County. Ein Teil der Big South Fork National River and Recreation Area liegt in diesem County.

### Cities
- Allardt
- Jamestown

### Unincorporated communities
- Armathwaite
- Banner Springs
- Boatland
- Clarkrange
- Forbus
- Grimsley
- Little Crab
- Mount Helen
- Pall Mall
- Shirley
- Tinchtown
- Wilder

## Geschichte
Fentress County wurde am 28. November 1823 aus Teilen des Morgan County und des Overton County gebildet. Benannt wurde es nach James Fentress (1763–1843), einem Politiker aus Tennessee, der Speaker im Repräsentantenhaus von Tennessee war.

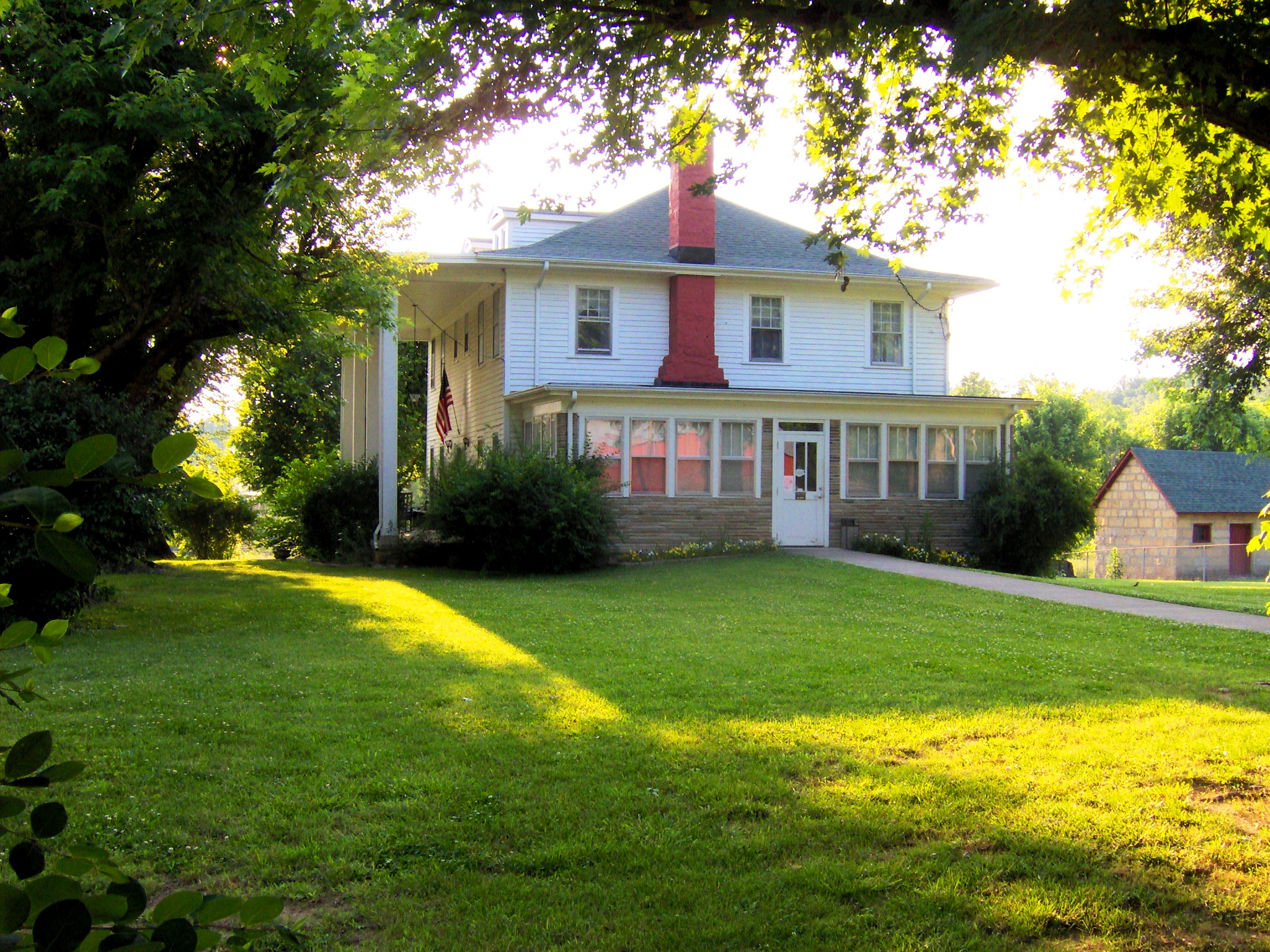
Alvin Cullom York Farm (2009)

Ein Ort im County hat den Status einer National Historic Landmark, die Alvin Cullom York Farm. Elf Bauwerke und Stätten des Countys sind im National Register of Historic Places (NRHP) eingetragen (Stand 13. August 2018).

## Demografische Daten

Alterspyramide Fentress County

Nach der Volkszählung im Jahr 2000 lebten im Fentress County 16.625 Menschen in 6.693 Haushalten und 4.818 Familien. Die Bevölkerungsdichte betrug 13 Einwohner pro Quadratkilometer. Ethnisch betrachtet setzte sich die Bevölkerung zusammen aus 99,24 Prozent Weißen, 0,11 Prozent Afroamerikanern, 0,15 Prozent amerikanischen Ureinwohnern, 0,10 Prozent Asiaten und 0,03 Prozent aus anderen ethnischen Gruppen; 0,37 Prozent stammten von zwei oder mehr Ethnien ab. 0,54 Prozent der Bevölkerung waren spanischer oder lateinamerikanischer Abstammung.
Von den 6.693 Haushalten hatten 31,6 Prozent Kinder und Jugendliche unter 18 Jahre, die bei ihnen lebten. 57,3 Prozent waren verheiratete, zusammenlebende Paare, 11,3 Prozent waren allein erziehende Mütter und 28,0 Prozent waren keine Familien. 25,5 Prozent waren Singlehaushalte und in 11,1 Prozent lebten Personen im Alter von 65 Jahren oder darüber. Die Durchschnittshaushaltsgröße betrug 2,46 und die durchschnittliche Haushaltsgröße betrug 2,94 Personen.
24,2 Prozent der Bevölkerung waren unter 18 Jahre alt, 8,0 Prozent zwischen 18 und 24, 28,1 Prozent zwischen 25 und 44, 26,1 Prozent zwischen 45 und 64 und 13,7 Prozent waren älter als 65. Das Durchschnittsalter betrug 38 Jahre. Auf 100 weibliche Personen kamen statistisch 96,2 männliche Personen und auf 100 Frauen im Alter von 18 Jahren und darüber kamen 93,1 Männer.
Das jährliche Durchschnittseinkommen eines Haushalts betrug 23.238 USD, das Durchschnittseinkommen der Familien betrug 28.856 USD. Männer hatten ein Durchschnittseinkommen von 23.606 USD, Frauen 18.729 USD. Das Prokopfeinkommen betrug 12.999 USD. 19,5 Prozent der Familien und 23,1 Prozent der Einwohner lebten unterhalb der Armutsgrenze.